# Bronisławka (Nowy Dwór Mazowiecki)
Pour les articles homonymes, voir Bronisławka.
Bronisławka (prononciation : [brɔniˈswafka]) est un village polonais de la gmina de Pomiechówek dans le powiat de Nowy Dwór Mazowiecki de la voïvodie de Mazovie dans le centre-est de la Pologne.
Il se situe à environ 4 kilomètres au nord-est de Nowy Dwór Mazowiecki (siège du powiat) et à 33 kilomètres au nord-ouest de Varsovie (capitale de la Pologne).
Le village compte approximativement une population de 190 habitants en 2006.

## Histoire
De 1975 à 1998, le village appartenait administrativement à la voïvodie de Varsovie.